# Lasioglossum nigroaeneum
Lasioglossum nigroaeneum is een vliesvleugelig insect uit de familie Halictidae. De wetenschappelijke naam van de soort is voor het eerst geldig gepubliceerd in 1917 door Friese.